# コータン語
コータン語（コータンご、英: Khotanese ）は、中期イラン語群に属する言語である。古代仏教王国のホータン王国で使用されていた言語である。ホータン語、ホータン・サカ語とも称する。

## 概要
コータン語はホータン地域および敦煌から発見された大量の文献によって知られる。これらは主に仏教関係の文献で、時代は5世紀から10世紀にわたる。
コータン語はブラーフミー文字の一種で書かれるが、文字の音価は完全には判明していない。コータン語の文字で漢字音を記した資料がある。
コータン語に近い言語としては、トゥムシュク近くで発見されたわずかな断簡から知られる「トゥムシュク・サカ語」がある。